# La Celle-les-Bordes
La Celle-les-Bordes is een gemeente in het Franse departement Yvelines (regio Île-de-France) en telt 842 inwoners (1999). De plaats maakt deel uit van het arrondissement Rambouillet.

## Geografie
De oppervlakte van La Celle-les-Bordes bedraagt 22,6 km², de bevolkingsdichtheid is 37,3 inwoners per km².
De onderstaande kaart toont de ligging van La Celle-les-Bordes met de belangrijkste infrastructuur en aangrenzende gemeenten.

## Demografie
Onderstaande figuur toont het verloop van het inwonertal (bron: INSEE-tellingen).